# Jakobsstige (Polemonium)
Jakobsstige (Polemonium) er en slægt med ca. 25 arter, der er udbredt i Asien, Nordamerika og Europa. Det er urteagtige planter, oftest flerårige, men i visse tilfælde også enårige. De har jordstængler, som sætter både rødder og overjordiske skud. Stænglerne er behårede, ofte med kirtelhår. Bladene er spredtstillede og uligefinnede. Blomsterne er samlet i endestillede stande, og de er 5-tallige og regelmæssige med hjul- eller tragtformet krone. Frugterne er kapsler med 1-12 frø.
| Beskrevne arter |

- Polarjakobsstige (Polemonium boreale)
- Almindelig jakobsstige (Polemonium caeruleum)
- Gul jakobsstige (Polemonium pauciflorum)
- Krybende jakobsstige (Polemonium reptans)
- Japansk jakobsstige (Polemonium yezoense)

| Andre arter |

- Polemonium chartaceum
- Polemonium elegans
- Polemonium foliosissimum
- Polemonium mexicanum
- Polemonium micranthum
- Polemonium occidentale
- Polemonium pectinatum
- Polemonium pulcherrimum
- Polemonium richardsonii
- Polemonium sibiricum
- Polemonium vanbruntiae